# Johan Jakob Frans Jennings
Johan Jakob Frans (John) Jennings, född 6 april 1762 i Genève, död 4 april 1828 i Stockholm, var en svensk ämbetsman och hovmarskalk.

## Biografi
John Jennings föddes 1762 i Genève. Han var son till fänriken Frans Jennings och Jeanne Elise Trembley. Jennings blev hovjunkare och kammarjunkare. Han blev 27 april 1785 härold vid Nordstjärneorden och utnämndes 24 november 1794 till riddare av Nordstjärneorden. Jennings blev sekreterare vid kabinettet och senare legationssekreterare i Petersburg. Han blev 26 januari 1821 hovmarskalk, utnämndes 11 maj 1826 till kommendör av Nordstjärneorden och 20 november 1827 till ledamot av Vitterhetsakademien. Jennings avled 1828 i Stockholm och begravdes i Jacobs kyrka. Därefter förde han till Rosenhaneska graven i Husby-Oppunda kyrka.

### Egendom
Jennings ägde Skånelaholms slott i Skånela socken.

### Familj
Jennings gifte sig första gången 5 april 1799 på Forssa med sin kusin, friherrinnan Margareta Hedvig Hamilton af Hageby (1760–1800), dotter till riksrådet, friherre Carl Otto Hamilton af Hageby och Sara Jennings. De fick tillsammans barnen kammarjunkaren Johan Carl Jennings (1765–1791), kaptenen George Pierre Jennings (1769–1836), majoren Filip Jennings (1774–1803) och köpmannen Marc Anne Charles Jennings (1778–1852) i Paris.
Han gifte sig andra gången 17 juni 1802 i Stockholm med friherrinnan Sophia Rosenhane (1757–1837), dotter till kammarherren, friherre Fredrik Bengt Rosenhane och grevinnan Eva Sofia Stenbock.